# Thorington Street

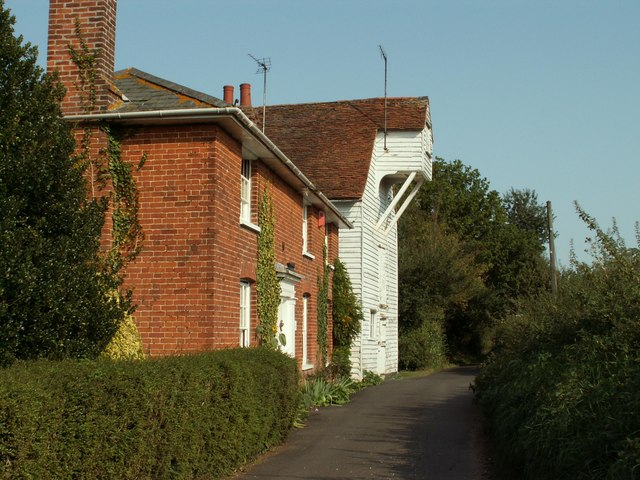
Mill House

Thorington Street är en by (hamlet) i Suffolk, England. Den har 20 kulturmärkta byggnader, inklusive Albys, Barn Immediately South East of Nether Hall Farmhouse, Cat Barn, Corders, Corn Mill, Garden Wall, Hudsons Cottage, K6 Telephone Kiosk, Mill House, Nether Hall Farmhouse, Old Forge House, Ores Barn Cottage 1 and 2, Outbuildings South to Thorington Hall, Rose Inn, Stables West of Thorington House, The Rosary, Thorington Hall, Thorington House, Wall to Thorington House och Wren Cottage and Danbury Cottage.